# Dumar (książę słowiański)
Dumar – książę słowiański z początku XII wieku, znany z relacji Annalisty Saxo. Został pokonany podczas wyprawy księcia saskiego Lotara i margrabiego Marchii Północnej Henryka na Luciców w 1114 roku. Po przegranej musiał oddać swego syna jako zakładnika. Z pomocą przyszedł mu wówczas książę Rugian, który również poniósł klęskę z rąk Niemców.
Dopatrywano się w nim księcia Chyżan bądź naczelnika Redarów lub Dołężan. Według innej hipotezy był władcą Pomorzan panującym w ujściu Odry i domniemanym ojcem Warcisława I, na co ma wskazywać fakt że ów został ochrzczony właśnie przebywając w młodości jako zakładnik u Sasów.